# Gustavo Testa
Gustavo Testa (Boltiere, 28 juni 1886 - Rome, 28 februari 1969) was een Italiaans geestelijke en kardinaal van de Rooms-katholieke kerk.
Testa was een zoon uit een welvarend geslacht uit de provincie Bergamo, dezelfde provincie als waar Angelo Roncali, de latere paus Johannes XXII werd geboren. De twee zouden elkaar ontmoeten in Rome, waar beiden studeerde aan de Pauselijke Lateraanse Universiteit en zouden hun hele leven bevriend blijven. Testa studeerde ook aan het Pauselijk Bijbel Instituut en werd op 28 oktober 1910 tot priester gewijd. Hij deed vervolgens pastoraal werk in Bergamo terwijl hij tezelfdertijd lesgaf aan het seminarie aldaar.
In 1920 trad hij toe tot de Romeinse Curie. Hij werd in 1921 door paus Benedictus XV verheven tot Kamerheer van de Paus en twee jaar later - door paus Pius XI tot Huisprelaat. Hij doorliep een aantal diplomatieke rangen. Hij diende - onder Eugenio Pacelli als auditor op de Beierse apostolisch nuntiatuur en werd Raad op de nuntiatuur in Italië.
Op 4 juni 1934 werd Testa benoemd tot Titulair aartsbisschop van Amasea en apostolisch gedelegeerde voor Egypte, Arabië, Eritrea, Abysinië en Palestina. Hij zou tot 1953 in deze gebieden blijven en zette zich onder andere in voor de katholieke belangen in het Heilige Land, na de stichting van de staat Israël. Hij maakte weinig vrienden, maar dwong wel allerwege respect af. Op 6 maart 1953 benoemde paus Pius XII hem tot nuntius voor Zwitserland.
Op 14 december 1959 nam paus Johannes XXIII hem op in het College van Kardinalen. De San Girolamo dei Croati werd zijn titelkerk. Iedere prelaat bezit een wapenschild. Testa had van een dergelijk ornament afgezien, toen hij aartsbisschop was maar nu moest er een voor hem ontworpen worden om - zoals de traditie wil - aan de gevel van zijn titelkerk bevestigd te worden. Op verzoek van Testa werd het een helemaal leeg schild, met daarop de tekst: SOLA GRATIA TUA en daaronder ET PATRIA ET COR. Slechts dankzij U, en het vaderland en het hart". De heraldische commissie van het Vaticaan dacht dat met "U" God zelf bedoeld was, maar Testa maakte er geen geheim van dat hij hierbij Paus Johannes op het oog had gehad.
Aanvankelijk vervulde Testa geen bijzondere functies binnen de curie, waar hij vooral functioneerde als ogen en oren en als klankbord van de paus. Even later werd hij benoemd tot secretaris van de Congregatie voor de Oosterse Kerken en pro-president van de Commissie van speciale administratie van de Heilige Stoel. Hij nam deel aan het conclaaf van 1963 dat leidde tot de verkiezing van Giovanni Battista Montini. Tijdens dat conclaaf speelde hij een belangrijke rol door na de derde stemronde in woede uit te barsten over de vermeende fluistercampagne die tegen Montini was ingezet door, met name Giuseppe kardinaal Siri en te stellen dat het conclaaf dreigde de verworvenheden van het pontificaat van Johannes om zeep te helpen.
Testa vroeg en kreeg in 1968 ontslag uit al zijn functies. Hij overleed een jaar later op 82-jarige leeftijd en werd begraven in Bergamo.

## Trivia
- in zijn geboortedorp werd een straat naar hem genoemd, de Via Cardinal Gustavo Testa.

- Gemeinsame Normdatei: 133788601
- Historisch woordenboek van Zwitserland: 023293
- Istituto Centrale per il Catalogo Unico: RT1V018473
- Virtual International Authority File: 1211930
- WorldCat: E39PBJrgFrYfbfcHPFRt9Rmrv3